# Rey Manaj
Rey Manaj (ur. 24 lutego 1997 w Lushnji) – albański piłkarz występujący na pozycji napastnika w tureckim klubie Sivasspor oraz w reprezentacji Albanii. W swojej karierze grał także w takich zespołach jak Cremonese oraz Inter Mediolan.